# 柯蒂斯·李梅
柯蒂斯·愛默森·李梅（英語：Curtis Emerson LeMay，1906年11月15日—1990年10月1日）是美國空軍四星上將，曾擔任美国空军参谋长。1968年美國總統大選中，擔任喬治·華萊士（美國獨立黨）副總統人選。

## 生平

### 出生
1906年11月15日，出生於俄亥俄州哥伦布市的一個家庭，父親是當地的一名放浪者，母親是一名教師，柯蒂斯·愛默森·李梅是家中長男，還有五個弟弟。
就讀俄亥俄州立大学時，完成了美國陸軍預備役軍官訓練課程。隨後離校，加入美國邊境巡邏隊。
1928年，成為航空軍官候補生，到德克薩斯州接受飛行員訓練。
1929年10月，任官為美國陸軍航空隊預備役少尉。
1930年2月1日轉任為現役，並分配至駐守塞爾弗里奇機場的第27驅逐機中隊，曾在數次戰鬥行動中執行過多種任務。
1937年，調往第2轟炸機大隊。
1938年，參與美軍B-17「飛行堡壘」轟炸機往南美大規模轉場飛行任務中，表現極為出色。到美國參加二戰前，還開拓了從南大西洋到非洲和從北大西洋到英國的空中航線。

### 第二次世界大戰
1942年，美國加入第二次世界大戰時，柯蒂斯·愛默森·李梅在美國陸軍航空兵團擔任少校，並負責組建第305轟炸機大隊。
1942年10月率其開赴歐洲戰區，配屬在駐屯英國的美國第八航空隊下。當時，盟國空軍在對歐洲大陸進行突襲時，轟炸機群總是過早採取規避防空火力網的戰術動作，因而很少擊中目標。也就是說，他們常常徒勞往返於英國與歐洲大陸之間。抵英不久，柯蒂斯·愛默森·李梅針對轟炸機的編隊形式和轟炸技術進行了改革一次大膽的革新。
在執行某次任務之前，李梅向機組人員發佈了一條令人膽顫心驚的命令：不許採取規避戰術動作。他向滿腹疑慮的飛行員們保證：「我們將以更少的損失擊中更多的目標」。在這一輪轟炸行動中，共有6架飛機被炮彈擊中（包括李梅駕駛的飛機），但該大隊投向目標的炸彈比其它大隊多兩倍。幾週內，"無規避行動"就成了整個第八航空隊的口號。隨後，李梅重新編寫了飛行戰術手冊。後來又發明了"交錯式"飛行編隊，使得己方飛機可以輕鬆地對德國戰鬥機進行反擊，而不用擔心會射中己方飛機。在戰爭末期的太平洋戰場上，B-29「超級堡壘」轟炸機出採用了類似的編隊和轟炸技術。
1943年9月，李梅升任為新組建的第三航空師師長。其間組織了著名的雷根斯堡空襲，在此次行動中，他率領B-17轟炸機執行前所未有的長距離穿梭轟炸任務：從英國起飛，前往轟炸德國縱深地區，最後降落北非。在此次任務中，損失了24架B-17轟炸機。
1944年底，在對納粹德國進行了近20個月的轟炸後，李梅被陸航軍高層指派轉調到太平洋戰區，負責指揮新近首個裝備B-29超級空中堡壘重轟炸機，並派駐於中國－緬甸－印度地區的第20轟炸機司令部（XX Bomber Command）。很快的李梅就發現，在歐洲慣用的轟炸戰術並不適用於日本（原因是日本本土在7000公尺以上常見強勁的高空氣流，會將自由落下的炸彈吹離原預定目標區）。在1944年下半年時期的B-29轟炸機任務是自中國內陸的基地飛往日本，此時平均投彈命中率只有5%。主要由於後勤補給的困難（B-29的補給僅能依賴穿越駝峰的空運），B-29的引擎機械問題，以及在穿越日本占領區途中的防禦戰鬥，使得機隊的損失率及成員傷亡率面臨相當程度的困境。
1945年1月，由於上述問題的因素，陸航軍將其B-29單位轉調至新近佔領並建完成的西太平洋的馬里亞納群島機場，李梅也被派來接替稍早負責重建第二十轟炸機司令部的海伍德·漢塞爾（Haywood S. Hansell Jr.）准將，並接手指揮第21轟炸機司令部（XXI Bomber Command）。此時他發現日本群島的上空的高空氣流問題仍舊無法解決，因此影響投彈精確度。最後李梅也考量到日本陸海軍航空兵的夜間戰鬥力較為低下，且日本建築多為木造建築，於是機隊改裝備燒夷彈，以夜間低空轟炸戰術轟炸日本。
1945年3月，在李梅的指揮下，由美軍B-29轟炸機群執行的東京大轟炸改為採取低空投彈的戰術，取得很大戰果，B-29轟炸機的命中率大幅提昇，並有效降低機隊傷亡。此後美軍針對日本本土進行持續性的戰略轟炸，從1945年3月至1945年8月日本投降期間，美軍對日本的轟炸任務，造成近50萬日本人死亡，500萬人無家可歸。
1945年9月戰爭結束後，李梅駕駛一架改裝過的B-29飛回美國。此次航程從日本的北海道到美國伊利諾斯州的芝加哥，並打破數項紀錄：包括美國陸航軍最大起飛重量及最遠未停留飛行。

### 冷戰時期

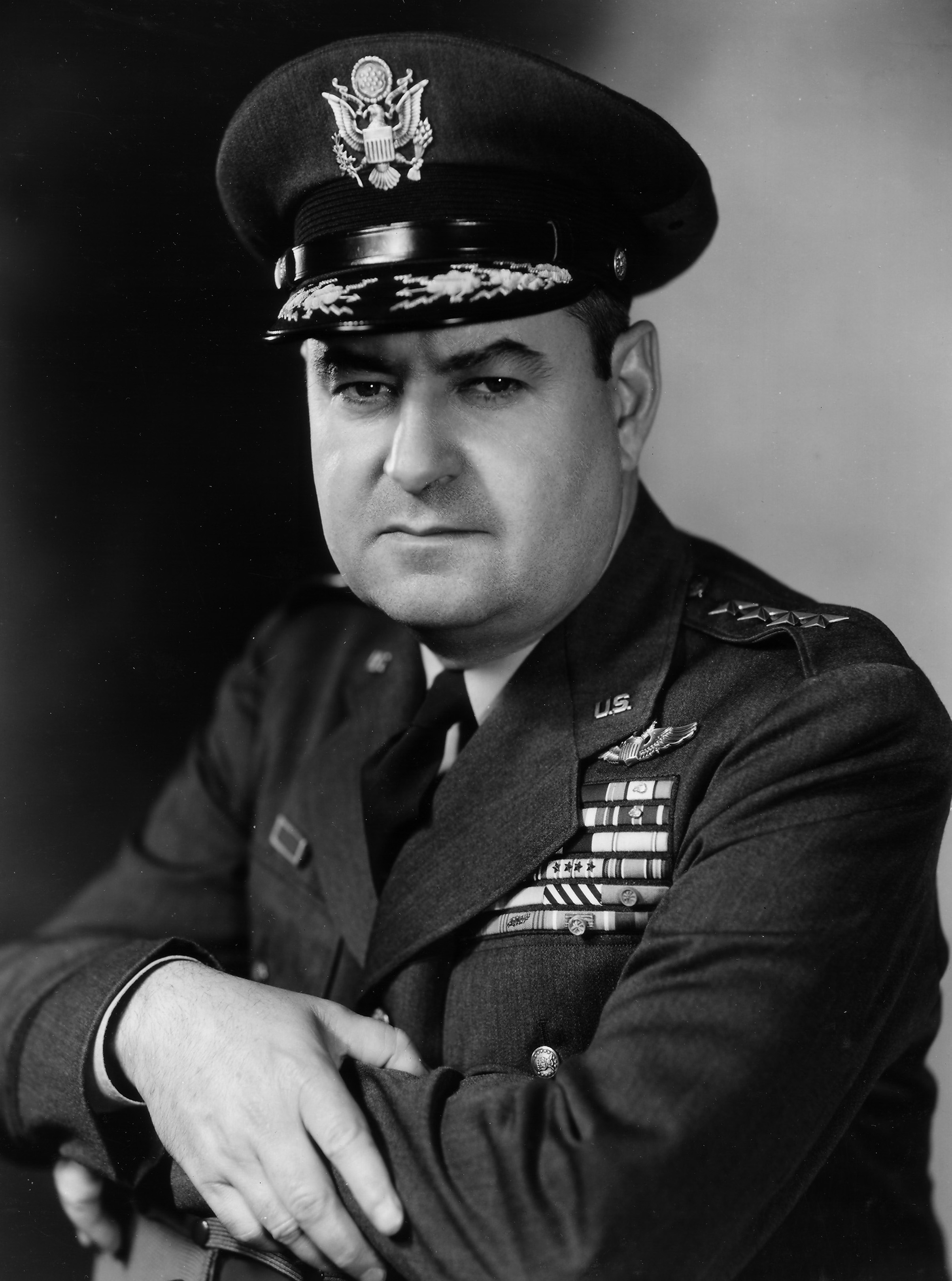
1951年的李梅

1948年6月，蘇聯封鎖西柏林事件發生。李梅將軍回到歐洲，擔任美國空軍歐洲地區指揮官。他組織了規模浩大的柏林空運行動，成為柏林封鎖框架的開創者。之後回到美國並重組了戰略空軍司令部(SAC)，使其成核戰爭的有效工具。
1960年6月，時任美國空軍副參謀長柯蒂斯·李梅參觀了AR-15步槍的展示。他立即訂購了8,500支作為美國戰略空軍基地的防衛用途。
1961年，他擔任美國空軍參謀長，直到他於1965年退休。他對日本人的厭惡感，是起於日軍殘殺美軍戰俘，所以才有“殺日本人並沒有使我不安”的談話。李梅在战后积极推动亲日外交（包括使柔道进入奥运），並協助日本培育航空自衛隊。
1964年（昭和39年）12月，李梅獲頒日本的勳一等旭日大綬章，由時任航空幕僚長（空軍參謀長）浦茂在駐日美軍強森空軍基地（入間基地）親自贈授之。

### 退休
1965年，退役。
1968年，擔任美國獨立黨副总统候选人，參加美國總統選舉。